# La Maison de sable
Pour plus de détails, voir Fiche technique et Distribution.
La Maison de sable (en portugais : Casa de Areia) est un film brésilien réalisé par Andrucha Waddington et sorti en 2005 avec comme actrices principales Fernanda Montenegro et sa fille Fernanda Torres.
La Maison de sable a été entièrement été tourné sur la côte nord du Brésil, dans le parc national des Lençóis Maranhenses.
Le film est lauréat du prix Alfred P. Sloan au festival du film de Sundance 2006.

## Distribution
- Fernanda Montenegro : Dona Maria / Áurea / Maria
- Fernanda Torres : Áurea / Maria
- Ruy Guerra : Vasco de Sá
- Seu Jorge : Massu - 1910-1919
- Stênio Garcia : Luiz - 1942
- Luiz Melodia : Massu - 1942
- Enrique Diaz : Luiz - 1919
- Emiliano Queiroz : Chico do Sal
- João Acaiabe : Pai de Massu
- Camilla Facundes : Maria - 1919
- Haroldo Costa : Capataz
- Jorge Mautner (en) : Cientista
- Nelson Jacobina : Cientista
- Zumbi Bahia : Carregador Vasco #1
- Jefferson de Almeida Barbosa : Mirinho - 1919
- Wadson Martins Costa : Mirinho - 1942
- Urias de Oliveira Filho : Carregador Vasco 2
- Guilherme Júnior : Pescador Fogueira
- Carlos Henrique Nascimento : Pescador do Entreposto
- Fernando Torres (images d'archive)

## Distinctions

### Récompenses
- Festival du film de Sundance 2006 : prix Alfred P. Sloan

### Nominations
- Grande Prêmio do Cinema Brasileiro 2007 : meilleur film